# War Pigs
"War Pigs" là một bài hát tẩy chay phản chiến của ban nhạc heavy metal người Anh Black Sabbath, được phát hành năm 1970. Đây là bài mở đầu album phòng thu thứ hai của ban nhạc mang tên Paranoid (1970).

## Tổng quan
Tựa gốc của "War Pigs" là "Walpurgis", ám chỉ ngày tụ họp của phù thủy. "Walpurgis như kiểu Giáng Sinh của tín đồ Satan vậy. Và với tôi, chiến tranh là Satan cỡ bự", tay  bass kiêm viết lời Geezer Butler chia sẻ. "Nó [bài hát] không phải là về chính trị hay chính phủ hay bất cứ gì khác. Chính nó là ác quỷ. Vì vậy, tôi nói 'generals gathered in the masses/just like witches at black masses' nhằm thể hiện sự tương đồng. Nhưng khi chúng tôi đưa nó đến công ty thu âm, họ nghĩ rằng 'Walpurgis' nghe quá Satan. Và đó là khi chúng tôi đổi tên bài thành 'War Pigs'. Nhưng chúng tôi không đổi lời bài hát, bởi vì chúng vốn đã xong rồi."
Trong khoảng thời gian này, nghĩa vụ quân sự bắt buộc vừa mới kết thúc ở Anh song với việc chiến tranh Việt Nam đang leo thang, nhiều thanh niên lo sợ rằng họ sẽ bị bắt nhập ngũ để chiến đấu. Butler kể: “Đó là cái khởi đầu toàn bộ cuộc nổi loạn này về việc đi chiến đấu chẳng vì ai cả... Tôi rất sợ bị réo tên."
Trước khi phát hành chính thức, ban nhạc thường thay đổi đáng kể lời bài hát khi trình bày trực tiếp. Một ví dụ có thể thấy nằm ở đĩa tuyển tập The Ozzman Cometh của Ozzy Osbourne, trong đó chứa bản đầu tiên mà Black Sabbath thu âm cho BBC Radio 1 vào ngày 26 tháng 4 năm 1970. Trong khi Butler kể rằng "War Pigs" "hoàn toàn chống chiến tranh Việt Nam, về cách mà những người giàu và chính khách giàu có này khởi động mọi cuộc chiến tranh vì lợi ích của họ và làm người nghèo chết vì họ", còn giọng ca Osbourne lại phát biểu rằng nhóm "chẳng biết biết gì về Việt Nam. Nó chỉ là một bài hát phản chiến thôi." Đoạn kết bài phối khí không lời của bài hát có tên "Luke's Wall" trong các bản album phát hành tại Hoa Kỳ, được đổi thành "War Pigs/Luke's Wall".
Kỷ niệm đầu tiên của tay trống Bill Ward khi biểu diễn bài hát là tại The Beat Club ở Thụy Sĩ vào năm 1968. Ban nhạc được yêu cầu diễn nhiều tiết mục mỗi đêm và có rất ít tác phẩm trong tiết mục của họ lúc ấy, vì vậy nhóm thể hiện các những màn chơi nhạc ngẫu hứng dài để lấp đầy các tiết mục. Đồng tác giả và nghệ sĩ lead guitar Tony Iommi kể rằng "War Pigs" bắt nguồn từ một trong những buổi chơi nhạc ngẫu hứng ấy.
Việc bổ sung còi báo động không kích và tăng tốc phần kết bài hát do nhà sản xuất Rodger Bain và kỹ sư Tom Allom thực hiện. Ban nhạc không có ý kiến gì trong những quyết định này, mặc dù họ hài lòng với kết quả đạt được.

## Di sản
Nhà báo âm nhạc Martin Popoff đã mệnh danh bài hát là một "nhạc phẩm kinh điển về phản chiến, xấu xí giờ đây được xem là một trong hai hoặc ba sáng tác trường tồn nhất của Sabbath". Guitar World thì mô tả ca khúc là "bài hát heavy metal hay nhất từ trước đến nay." Tạp chí còn đưa bài hát vào danh sách "100 khúc solo guitar hay nhất" và xếp bài ở vị trí thứ 56. Steve Huey của AllMusic ví bài hát là một "tiêu chuẩn".
Kelefa Sanneh đã viết, "Điều đáng nhớ là cách mà Osbourne gợi lên không chỉ cái giá của chiến tranh mà cả sức hấp dẫn quyến rũ của nó. Một phần làm Black Sabbath có vẻ mới mẻ là nỗi chán ghét gây phấn chấn, gieo hy vọng hoặc tự cho mình là đúng."
"War Pigs" được nhiều người xem là một trong những bài hát hay nhất của Black Sabbath. Năm 2020, Kerrang xếp ca khúc ở vị trí thứ 4 trong danh sách 20 bài hát hay nhất của Black Sabbath, và vào năm 2021, Louder Sound lại xếp bài hát ở vị trí số một trong danh sách 40 bài hát hay nhất của Black Sabbath do họ bầu ra.
"War Pigs" được trang Rock - Das Gesamtwerk der größten Rock-Acts im Check liệt là bài hát hay nhất của Black Sabbath.
Ca khúc còn gây chú ý khi được đăng trên tạp chí âm nhạc dân gian Mỹ Broadside, ấn phẩm thường không nhắc đến các bài hát rock.
Khúc guitar riff trứ danh của ca khúc đã truyền cảm hứng cho đĩa đơn "Arabella" năm 2014 của Arctic Monkeys, đến mức ban nhạc thường biểu diễn một đoạn nhạc dạo đầu của bài hát, để cho phép giọng ca chính Alex Turner lấy cây guitar của mình đúng lúc anh chơi phần solo.
War Pigs là một trong 40 bài hát có mặt trong loạt Music Monday của Newseum, vì thế thành một phần của triển lãm Reporting Vietnam nhằm thể hiện phản ánh âm nhạc chính của thời đại.

## Nhân sự
- Ozzy Osbourne – hát
- Tony Iommi – guitar
- Geezer Butler – bass
- Bill Ward – trống

## Chứng nhận
| Quốc gia                                                                           | Chứng nhận | Số đơn vị/doanh số chứng nhận |
| ---------------------------------------------------------------------------------- | ---------- | ----------------------------- |
| Anh Quốc (BPI)                                                                     | Bạc        | 200.000‡                      |
| * Chứng nhận dựa theo doanh số tiêu thụ. ^ Chứng nhận dựa theo doanh số nhập hàng. |            |                               |